# Rauw Alejandro

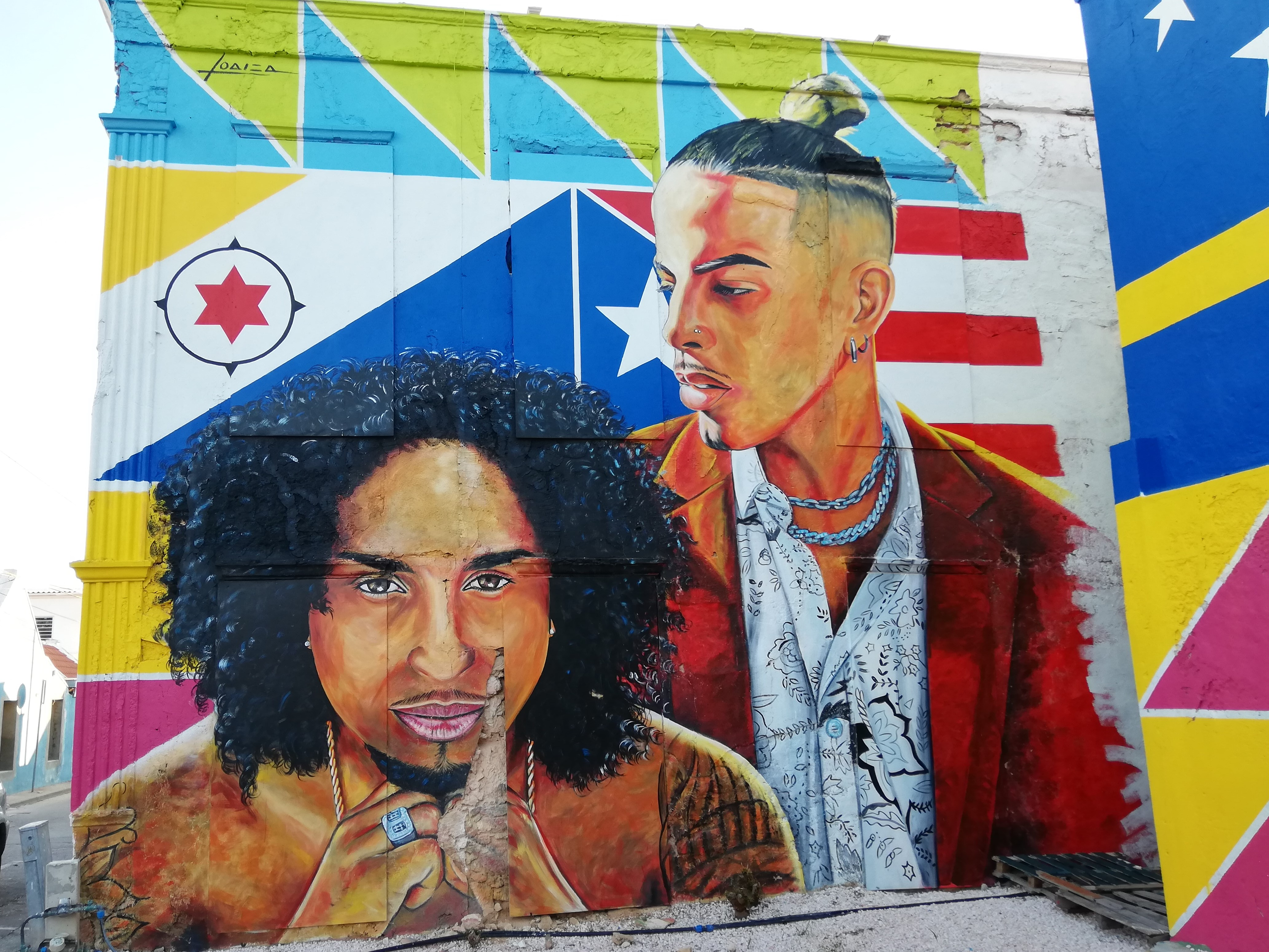
Een muurschildering in Otrobanda, Curaçao, van Ir-Sais samen met Rauw Alejandro, door Venezolaans beeldend kunstenaar Jhomar Loaiza.

Raúl Alejandro Ocasio Ruiz (San Juan, 10 januari 1993), beter bekend onder zijn artiestennaam Rauw Alejandro, is een Puerto Ricaanse zanger en songwriter. Tot nu toe heeft hij drie studioalbums uitgebracht en één Latin Grammy Award gewonnen. Rauw Alejandro werkte samen met internationaal succesvolle Latijns-Amerikaanse artiesten zoals Shakira, Jennifer Lopez, Bad Bunny en Selena Gomez.

## Vroege jaren
Rauw Alejandro werd geboren in San Juan en groeide op in Canóvanas en Carolina. Ook bracht hij samen met zijn vader, die gitarist is, veel tijd door in de Verenigde Staten, met name in Miami en New York. De Puerto Ricaanse rapper Anuel AA is een jeugdvriend van Rauw Alejandro. Het tweetal ging naar dezelfde school en zaten bij elkaar in de klas. Na de middelbare school ging Rauw Alejandro naar de Universiteit van Puerto Rico.
Van zijn zesde tot zijn twintigste voetbalde hij, maar stopte omdat hij naar eigen zeggen niet kon presteren zoals hij wilde. Voordat Rauw Alejandro stopte, verhuisde hij naar Orlando, Florida, in de hoop te worden gescout bij de amateurcompetitie USL League Two. Dit avontuur kende echter geen succes.

## Muzikale carrière
Nadat hij stopte met voetballen, raakte Rauw Alejandro licht depressief. Hij besloot zijn eerste stappen te zetten richting een muzikale carrière. Dit deed hij door liedjes te publiceren via SoundCloud. In november 2016 bracht hij zijn eerste mixtape uit, getiteld Punto de Equilibrio. Twee maanden later tekende hij een platendeal met Duars Entertainment. Het jaar erop werd Rauw Alejandro door Sony Music Latin gevraagd om deel uit te maken van Lox Próximos, een muzikaal project dat ervoor moest zorgen dat hij bekender zou worden. Als gevolg werkte hij samen met verschillende artiesten, waaronder Ozuna. De muziekvideo van het nummer 'Toda', dat hij samen met de Argentijnse rapper Cazzu en de Puerto Ricaanse singer-songwriters Lenny Tavárez en Lyanno maakte, is inmiddels 1,5 miljard keer op YouTube bekeken (geraadpleegd in mei 2023). De video's op zijn eigen kanaal zijn samen meer dan 11 miljard keer bekeken (geraadpleegd in mei 2023).
In november 2020 verscheen het debuutalbum Afrodisíaco, dat de nummer 3-positie behaalde van Billboards hitlijst Latin Albums. De opvolger Vice Versa verscheen in juni 2021 en behaalde de hoogste positie van de eerder benoemde hitlijst. In november 2022 verscheen het derde album Saturno, dat bleef hangen op de tweede plaats.

## Persoonlijk leven
Rauw Alejandro was verloofd met de Spaanse zangeres Rosalía.

## Discografie

### Albums
- 2020: Afrodisíaco
- 2021: Vice Versa
- 2022: Saturno
- 2023: Playa Saturno
- 2024: Cosa Nuestra

### Extended plays
- 2023: RR (samen met Rosalía)